# 陳慶安
陈庆安，元朝中期广西起事反元首领。
陈庆安是广西容州普宁县（今广西壮族自治区容县）人，出家为僧。元泰定帝致和元年（1328年）五月丙寅，陈庆安起兵反元，建国，建国号。戴玄之《中国秘密宗教与秘密会社》将其后“己巳，八百媳妇蛮遣子哀招献驯象”误作陈庆安的年号，作“陈庆安起兵，建国号，改元己巳”。